# Eduardo Ratinho
Eduardo Ratinho, właśc. Eduardo Correia Piller Filho (ur. 17 września 1987 w São Paulo) – brazylijski piłkarz, występujący na pozycji prawego obrońcy.

## Kariera klubowa
Eduardo Ratinho rozpoczął piłkarską karierę w Corinthians Paulista w 2003 roku, w którym grał do 2007 roku. Z klubem z São Paulo zdobył mistrzostwo Brazylii 2005.
Jesień 2007 roku spędził na wypożyczeniu do rosyjskiego CSKA Moskwa, w którym wystąpił w 6 spotkaniach ligowych, w których strzelił 1 bramkę. Mimo tego nie przekonał do siebie rosyjskiego klubu i powrócił do Corinthians Paulista, gdzie po rozegraniu 2 spotkań odszedł do francuskiego Toulouse FC.
Przez pół roku nie zagrał żadnego spotkania w ekipie z Tuluzy, dlatego przed sezonem 2008/2009 został wypożyczony do Fluminense FC. Od 26 sierpnia 2009 do końca roku był wypożyczony do innego brazylijskiego pierwszoligowca EC Santo André.
2010 spędził na wypożyczeniu do drugoligowego Sportu Recife. W 2011 był zawodnikiem Botafogo Ribeirão Preto. W styczniu 2012 został zawodnikiem beniaminka ligi stanowej Rio de Janeiro – Bonsucesso Rio de Janeiro.

## Kariera reprezentacyjna
Eduardo Ratinho ma za sobą mecze w reprezentacji Brazylii U-20 z którą pojechał na Mistrzostwach Świata do lat 20 w 2007 roku, które odbywały się na stadionach Kanady.